# テレビ朝日鳥取支局
テレビ朝日鳥取支局（テレビあさひとっとりしきょく）は、鳥取県鳥取市にあるテレビ朝日の支局。主に鳥取県東中部地域を対象にニュースの取材業務などを行っている。

## 概要
もともとテレビ朝日米子支局（山陰地方の統括支局）から分離・独立したため、現在でも米子支局傘下の支局に位置づけられている。
また、鳥取県鳥取市の鳥取県庁に記者を派遣している。あくまでも取材拠点であり、当然ながらテレビ朝日系列の放送を送信する施設等は一切ない。それゆえ、放送業務は行っておらず、ケーブルテレビ局では地域により朝日放送テレビ・瀬戸内海放送のいずれかの同時再放送により視聴することになる。

## 事業所所在地

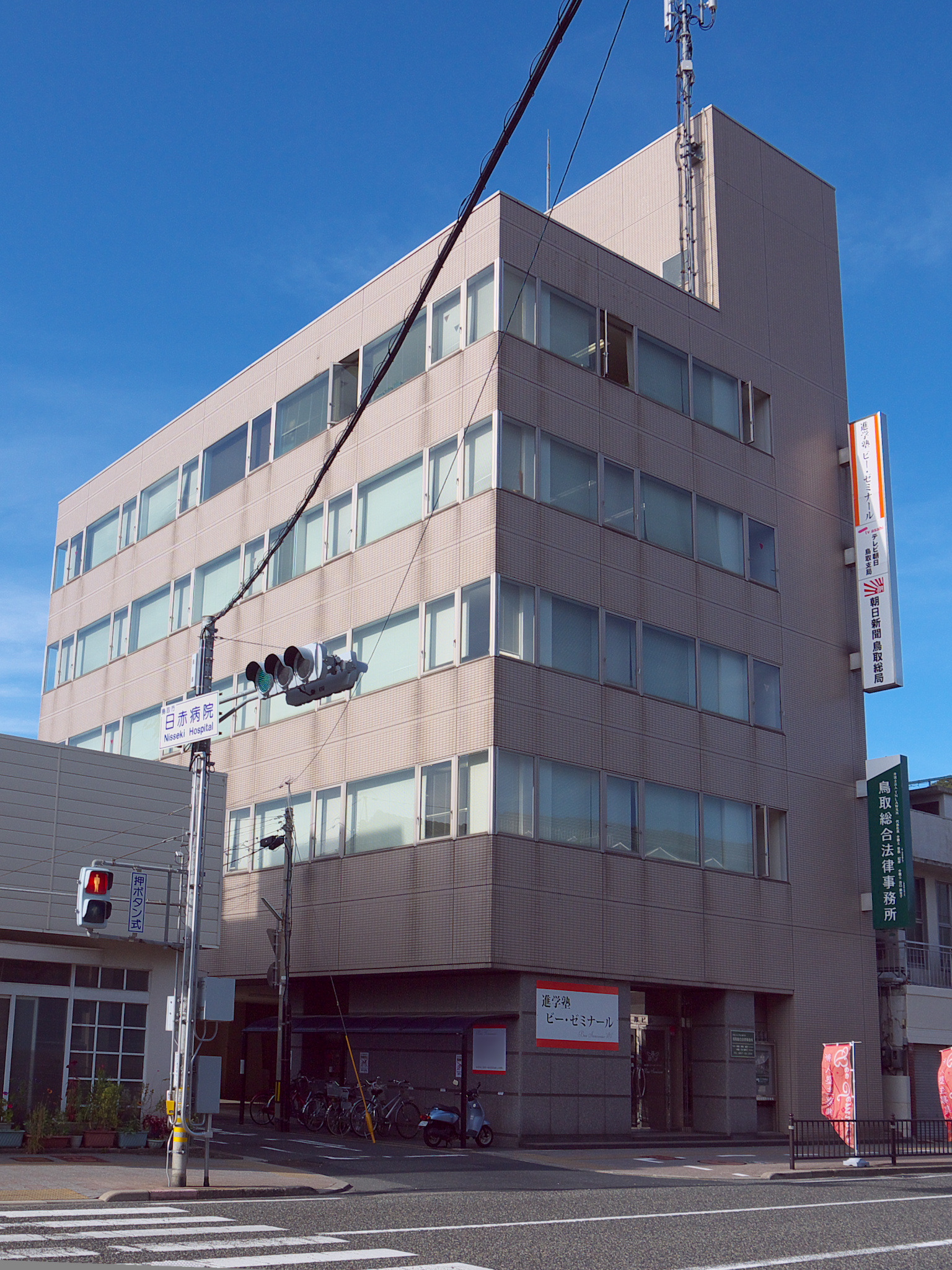
テレビ朝日鳥取支局
- 〒680-0022 鳥取県鳥取市西町一丁目210番地 東邦ビル 3階

※このビルには朝日新聞鳥取総局も入居している。

## 沿革
- もともとは、テレビ朝日米子通信部で、当時、通信部長だった後藤俊夫が記者として、1人で鳥取県や島根県東部・隠岐をカバーし、自宅を使用していた（島根県西部は当初から広島ホームテレビが担当していた）。
- 1989年10月1日 ANNの業務拡大に伴い、米子通信部がテレビ朝日米子支局に昇格（社屋も移転）。併せて鳥取県東部・中部地域がテレビ朝日鳥取支局として独立。鳥取支局長は米子支局長が兼務する形をとり、記者（地元出身者を中心に採用）も増員した。また、全国朝日放送株式会社（当時）は米子・鳥取の両支局を運営する子会社「有限会社エーサットサンイン」を設立した。
- 2003年10月1日 全国朝日放送株式会社が有限会社エーサットサンインを吸収合併し、株式会社テレビ朝日に商号変更。
- その後、後藤俊夫支局長兼記者の定年退職に伴い、後藤龍彦記者が後任の支局長となる。

## 報道取材区域
- 鳥取県
  - 鳥取市
  - 倉吉市
  - 岩美郡
    - 岩美町

  - 八頭郡
    - 若桜町 - 智頭町 - 八頭町

  - 東伯郡
    - 三朝町 - 湯梨浜町 - 琴浦町 - 北栄町

  - 西伯郡
    - 大山町（旧中山町のみ）